# THE BEST ALBUM 35th ANNIVERSARY 〜メロディー〜
『THE BEST ALBUM  35th ANNIVERSARY 〜メロディー〜』（ザ・ベスト・アルバム サーティフィフス・アニバーサリー 〜メロディー〜）は、日本のシンガーソングライターである玉置浩二の10作目のベスト・アルバム。
2022年7月25日にソニー・ミュージックダイレクトのALDELIGHTレーベルから2枚組にてリリースされた。本作は特設サイトにて行われた人気投票で選曲された楽曲の他に、玉置自ら選曲した楽曲を収録したアルバムとなっている。本作はオリコンアルバムチャートにおいて最高位第12位となった。同日には玉置が所属するロックバンドである安全地帯のベスト・アルバム『THE BEST ALBUM 40th ANNIVERSARY 〜あの頃へ〜』がリリースされている。

## リリース
本作は2022年7月25日にソニー・ミュージックダイレクトから2枚組Blu-Spec CD2にてリリースされた。本作は特設サイトにて募った人気投票により選出された楽曲および玉置自ら選曲した楽曲から選ばれた計30曲が収録されており、初回生産限定盤はミュージック・ビデオがリリース順に収録されたBlu-ray Discが同梱された3枚組となっている。サブタイトルにはリクエスト投票で第1位を獲得した楽曲「メロディー」（1996年）のタイトルが採用されている。
ユニバーサルミュージックからリリースされた安全地帯のベスト・アルバム『THE BEST ALBUM  40th ANNIVERSARY 〜あの頃へ〜』との同時リリースとなっており、本作および同作は玉置のソロ・デビューから35周年となる7月25日のリリースとなった。

## 収録曲

### Disc.1　Blu-Spec CD2
| #         | タイトル                             | 作詞               | 作曲             | 編曲                                                 | 時間  |
| --------- | ------------------------------------ | ------------------ | ---------------- | ---------------------------------------------------- | ----- |
| 1.        | 「ロマン」                           | 須藤晃             | 玉置浩二         | 玉置浩二                                             | 3:43  |
| 2.        | 「コール」                           | 須藤晃             | 玉置浩二         | 玉置浩二                                             | 5:38  |
| 3.        | 「SACRED LOVE」                      | 玉置浩二           | 玉置浩二         | 玉置浩二、星勝                                       | 5:12  |
| 4.        | 「明かりの灯るところへ」             | 松井五郎           | 玉置浩二         | 玉置浩二、安藤さと子                                 | 4:18  |
| 5.        | 「プレゼント」                       | 松井五郎           | 玉置浩二         |                                                      | 4:20  |
| 6.        | 「しあわせのランプ」(Single Version) | 玉置浩二、須藤晃   | 玉置浩二         | 玉置浩二                                             | 3:59  |
| 7.        | 「I'm Dandy」                        | 松井“お月様”五郎   | 玉置“流れ星”浩二 |                                                      | 3:59  |
| 8.        | 「キ・ツ・イ」                       | 松井“お月様”五郎   | 玉置“流れ星”浩二 |                                                      | 3:21  |
| 9.        | 「行かないで」                       | 松井五郎           | 玉置浩二         | 星勝                                                 | 6:24  |
| 10.       | 「氷点」                             | 並河祥太           | 玉置浩二         | 星勝                                                 | 2:47  |
| 11.       | 「All I DO」                         | 松井五郎           | 玉置浩二         | クリス・キャメロン                                   | 3:14  |
| 12.       | 「Only You」                         | 松井五郎           | 玉置浩二         | ランディ・カーバー／ホーン・アレンジ: ジェリー・ヘイ | 3:32  |
| 13.       | 「JUNK LAND」                        | 玉置浩二、須藤晃   | 玉置浩二         | 玉置浩二                                             | 4:58  |
| 14.       | 「太陽さん」                         | 玉置浩二           | 玉置浩二         | 玉置浩二                                             | 4:27  |
| 15.       | 「ふたりなら」                       | 玉置浩二、田村コウ | 玉置浩二         | 玉置浩二、星勝                                       | 5:51  |
| 合計時間: | 合計時間:                            | 合計時間:          | 合計時間:        | 合計時間:                                            | 65:43 |

| #         | タイトル                                     | 作詞                           | 作曲      | 編曲               | 時間  |
| --------- | -------------------------------------------- | ------------------------------ | --------- | ------------------ | ----- |
| 1.        | 「カリント工場の煙突の上に」(Single Version) | 須藤晃                         | 玉置浩二  | 玉置浩二           | 4:29  |
| 2.        | 「花咲く土手に」                             | 須藤晃                         | 玉置浩二  | 玉置浩二           | 4:31  |
| 3.        | 「正義の味方」                               | 玉置浩二                       | 玉置浩二  | 玉置浩二、星勝     | 4:46  |
| 4.        | 「最高でしょ?」                              | 玉置浩二、田村コウ             | 玉置浩二  | 玉置浩二、星勝     | 5:42  |
| 5.        | 「I'll Belong....」                          | 松井五郎                       | 玉置浩二  | クリス・キャメロン | 3:53  |
| 6.        | 「常夜灯」                                   | 玉置浩二、須藤晃               | 玉置浩二  | 玉置浩二           | 4:02  |
| 7.        | 「aibo」(LIVE 旭川市公会堂)                  | 玉置浩二                       | 玉置浩二  | 玉置浩二           | 4:03  |
| 8.        | 「夜想」                                     | 松井五郎                       | 玉置浩二  |                    | 5:02  |
| 9.        | 「いつもどこかで」                           | 玉置浩二、安藤さと子、松井五郎 | 玉置浩二  |                    | 4:23  |
| 10.       | 「CAFE JAPAN」                               | 玉置浩二、須藤晃               | 玉置浩二  | 玉置浩二、藤井丈司 | 3:26  |
| 11.       | 「MR.LONELY」                                | 玉置浩二                       | 玉置浩二  | 玉置浩二           | 5:18  |
| 12.       | 「田園」                                     | 玉置浩二、須藤晃               | 玉置浩二  | 玉置浩二、藤井丈司 | 3:40  |
| 13.       | 「サーチライト」                             | 玉置浩二、須藤晃               | 玉置浩二  | トオミヨウ         | 4:47  |
| 14.       | 「メロディー」                               | 玉置浩二                       | 玉置浩二  | 玉置浩二           | 4:39  |
| 15.       | 「愛だったんだよ」                           | 玉置浩二                       | 玉置浩二  | 玉置浩二           | 4:44  |
| 合計時間: | 合計時間:                                    | 合計時間:                      | 合計時間: | 合計時間:          | 67:25 |

| #   | タイトル                           | 作詞             | 作曲     | 編曲                                                 |
| --- | ---------------------------------- | ---------------- | -------- | ---------------------------------------------------- |
| 1.  | 「田園」                           | 玉置浩二、須藤晃 | 玉置浩二 | 玉置浩二、藤井丈司                                   |
| 2.  | 「ルーキー」                       | 玉置浩二         | 玉置浩二 | 玉置浩二                                             |
| 3.  | 「HAPPY BIRTHDAY〜愛が生まれた〜」 | 玉置浩二         | 玉置浩二 | 玉置浩二                                             |
| 4.  | 「aibo」                           | 玉置浩二         | 玉置浩二 | 玉置浩二                                             |
| 5.  | 「このリズムで」                   | 玉置浩二         | 玉置浩二 | 玉置浩二、矢萩渉、安藤さと子                         |
| 6.  | 「しあわせのランプ」               | 玉置浩二、須藤晃 | 玉置浩二 | 玉置浩二                                             |
| 7.  | 「愛されたいだけさ」               | 松井五郎         | 玉置浩二 | 玉置浩二、安藤さと子／ホーン・アレンジ: 青木タイセイ |
| 8.  | 「プレゼント」                     | 松井五郎         | 玉置浩二 |                                                      |
| 9.  | 「Lion」                           | 松井五郎         | 玉置浩二 |                                                      |
| 10. | 「惑星」                           | 松井五郎         | 玉置浩二 |                                                      |
| 11. | 「サーチライト」                   | 玉置浩二、須藤晃 | 玉置浩二 | トオミヨウ                                           |

## スタッフ・クレジット

### 制作スタッフ
- 鈴木浩二（ソニー・ミュージックスタジオ東京） – マスタリング・エンジニア
- 高松明治 – サウンド・アドバイザー
- 玉置工子（グレートデーン） – プロデューサー、アーティスト・マネージメント
- 高橋里実（グレートデーン） – アーティスト・マネージメント
- おおたちあき（グレートデーン） – アーティスト・マネージメント
- 山田純（グレートデーン） – アーティスト・マネージメント
- 林亜紀（グレートデーン） – アーティスト・マネージメント
- 印南幸枝（グレートデーン） – アーティスト・マネージメント
- 伊藤京子（ソニー・ミュージックレーベルズ） – A&R
- 井口裕子（ソニー・ミュージックレーベルズ） – プロダクション・スタッフ
- 西尾厚子（ソニー・ミュージックレーベルズ） – プロダクション・スタッフ
- 酒井智和（ソニー・ミュージックレーベルズ） – プロダクション・スタッフ
- 富永莉衣奈（ソニー・ミュージックレーベルズ） – プロダクション・スタッフ
- 前田彩里（ソニー・ミュージックレーベルズ） – プロダクション・スタッフ
- 伊藤絢子（ソニー・ミュージックレーベルズ） – プロダクション・スタッフ
- 昼間徹史（ソニー・ミュージックレーベルズ） – アーティスト・プロモーション
- 鮎澤裕之（ソニー・ミュージックマーケティングユナイテッド） – デジタル・プロモーション
- 鈴木勝利（ソニー・ミュージックマーケティングユナイテッド） – デジタル・プロモーション
- 中尾吉孝（ソニー・ミュージックマーケティングユナイテッド） – デジタル・プロモーション
- 寺江有希（ソニー・ミュージックマーケティングユナイテッド） – デジタル・プロモーション
- 栗本斉（ソニー・ミュージックマーケティングユナイテッド） – デジタル・プロモーション
- 佐々木理趣（ソニー・ミュージックマーケティングユナイテッド） – デジタル・プロモーション
- ペン清香（ソニー・ミュージックマーケティングユナイテッド） – デジタル・プロモーション
- 中村麻衣（ソニー・ミュージックマーケティングユナイテッド） – デジタル・プロモーション
- 細見由貴子（ソニー・ミュージックマーケティングユナイテッド） – デジタル・プロモーション
- 佐野航平（ソニー・ミュージックマーケティングユナイテッド） – セールス・プロモーション
- 林純平（ソニー・ミュージックマーケティングユナイテッド） – セールス・プロモーション
- 溝川夏生（ソニー・ミュージックマーケティングユナイテッド） – セールス・プロモーション
- 島谷ひかり（ソニー・ミュージックソリューションズ） – クリエイティブ・コーディネーション
- 中武宣廣（ソニー・ミュージックレーベルズ） – エグゼクティブ・プロデューサー
- 兼平裕巳（ソニー・ミュージックレーベルズ） – エグゼクティブ・プロデューサー
- 三上栄一（ユニバーサルミュージックジャパン） – スペシャル・サンクス
- 藤原繁樹（ユニバーサルミュージックジャパン） – スペシャル・サンクス
- 一杉良貴（ユニバーサルミュージックジャパン） – スペシャル・サンクス
- 日比成一（ユニバーサルミュージック） – スペシャル・サンクス
- 髙木伸二（ブットンダ） – スペシャル・サンクス
- 大森はるみ（ソニー・ミュージックレーベルズ） – スペシャル・サンクス

### 美術スタッフ
- 吉永祐介（ソラ） – アート・ディレクション、デザイン
- 礒田楓（ソラ） – デザイン
- 堀井康弘（レフトブレイン） – アートワーク・コーディネーション
- ヒロ伊藤 – 写真撮影

## チャート
| チャート         | 最高順位 | 登場週数 | 売上数 | 出典  |
| ---------------- | -------- | -------- | ------ | ----- |
| 日本（オリコン） | 12位     | 67回     | -      | [ 2 ] |

## リリース日一覧
| No. | リリース日     | レーベル                       | 規格            | カタログ番号  | 備考                   | 出典        |
| --- | -------------- | ------------------------------ | --------------- | ------------- | ---------------------- | ----------- |
| 1   | 2022年7月25日  | SMDR／ALDELIGHT                | 2枚組BSCD2 + BD | MHCL-30722～4 | 初回生産限定盤         | [ 6 ] [ 7 ] |
| 2   | 2022年7月25日  | SMDR／ALDELIGHT                | 2枚組BSCD2      | MHCL-30725    |                        | [ 8 ] [ 9 ] |
| 3   | 2022年11月30日 | ソニー・ミュージックレーベルズ | AAC-LC          | -             | デジタル・ダウンロード | [ 10 ]      |
| 4   | 2022年11月30日 | ソニー・ミュージックレーベルズ | ロスレスFLAC    | -             | デジタル・ダウンロード | [ 11 ]      |